# Vasily Alexandrovich Reginin
Vasily Alexandrovich Reginin, (Ciudad de Vasylkivsky, Gobernación de Kiev, Imperio Ruso 10 de julio de 1883 - Moscú, Unión Soviética, 20 de diciembre de 1952) cuyo apellido real fue Rappoport, fue un escritor, periodista y editor ruso-soviético. 

## Biografía
Estudió en el Gimnasio N.° 6 de San Petersburgo y fue expulsado de la 8ª clase por falta de fiabilidad. Aproximadamente en 1902 conoció en Balaklava a Aleksandr Kuprín y a su esposa, y visitaba con frecuencia su casa en Petersburgo. Según las memorias de M.K.Kuprin-Iordanskaya Kuprin cuando le preguntaron por Reginin respondió: "Ah, es Vasya, nosotros con Maria Karlowna lo trajimos a Balaklava". Estudió en la Facultad de Derecho de la Universidad de San Petersburgo. Temprano comenzó una vida independiente. Kuprin facilitó su entrada en el ambiente periodístico, "le entrenó en el reportaje y otros trabajos periodísticos". Desde 1902, Reginin publicaba en la prensa popular de San Petersburgo; más tarde trabajó para los periódicos Novaya Zhizn (1905), Birzheviye Vedomosti y St.-Petersburg Newspaper. Sus numerosas entrevistas, ensayos y artículos se centran en la literatura de la época. Durante muchos años, Reginin fue "una especie de sombra de Kuprin, lo sabía todo o casi todo" sobre el Kuprin de la época prerrevolucionaria, y hablaba de él "de forma figurada y fascinante". Reginin, junto con otras celebridades del reportaje de San Petersburgo, fue sacado a la luz por Kuprin en 1906 en el relato "Capitán de Estado Mayor Rybnikov". Reginin también ejerció de crítico teatral en el "Birzheviye Vedomosti".
Fue editor de la popular y entretenida Revista Azul (1911-1912), que publicaban Kuprin y muchos "satíricos". Reginin, tratando de atraer a los lectores, hacía maravillas de ingenio. Por ejemplo, habiendo anunciado con antelación la próxima actuación, durante la función en el circo Ciniselli entró en una jaula con tigres, se sentó en una mesa y, habiendo bebido café, se marchó sin peligro ante el asombrado público; como resultado de su excéntrico acto la tirada de la Revista Azul, en la que estaban impresas las fotos de Reginin con tigres, creció "hasta proporciones homéricas". Sin embargo, a finales de 1912 Reginin se vio obligado a abandonar la revista, a pesar del apoyo de Kuprin, que escribió una carta abierta al personal de la Revista Azul. De 1913 a 1916, Reginin dirigió la revista Argus, que se parecía a la Revista Azul en su forma chillona y entretenida, pero dirigida a un público más exigente. Reginin consiguió atraer a escritores y artistas famosos; en ella se publicaron poemas acmeístas de N. S. Gumilev, A. Ajmátova, O. E. Mandelstam, V. I. Narbut y G. V. Ivanov, así como relatos cortos de A. Grin. Los cuentos de A. Grin, L. N. Andreev y A. N. Tolstoi.
En 1918, huyendo del terror rojo, se trasladó a Kiev, donde publicó de vez en cuando en periódicos locales, iba a publicar (con V.E.Turok) "Pequeño Periódico", fue uno de los organizadores (1919) y jefe del Teatro del Ejército Rojo de Kiev. En 1920-1921 imprimió sus folletines en el periódico Moryak (Odessa), en cuya redacción se relacionó con Ivan Babel, Eduard Bagritzky, Vasily Katayev, Karl Paustovsky. En 1921-1923 vivió en Kiev, participó activamente en la creación del teatro satírico revolucionario; escribió comedias en un acto, vodeviles, textos de espectáculos circenses: "La princesa Erundot", "El inspector revolucionario", "El hombre cansado". Se trasladó (1923-1924) a Moscú, dirigió el grupo de aficionados del club del Kremlin im. Sverdlov (hasta 1928), donde sus obras Mijaíl Yegórov, Belogvardeys, y ¿Quién va allí? (М., 1928). Participó en la creación de las revistas Smekhach y Chudak. Estuvo al frente del consejo de redacción de la revista 30 Días, donde reunía a "los mejores escritores y poetas, y a todos los jóvenes literatos de talento de la época". En 1928 publicó Doce sillas, de I. Ilf y E. Petrov. Escribió libretos de opereta y textos para espectáculos circenses. En la década de 1930 fue secretario responsable de la revista Molodaya Gvardiya y de Literaturnaya Gazeta. Durante la guerra fue evacuado a Tashkent, donde trabajó en el periódico "Pravda Vostoka". En 1945 trabajó en la revista "Krasnoflotets". En sus últimos años dirigió el departamento de arte de la revista Ogonyok.
Durante el resto de su vida, Reginin conservó un "ligero toque bufonesco", el amor a las sensaciones, "a todo lo llamativo, brillante, extraordinario", seguía siendo "seco, elegante, muy rápido en sus movimientos... con su taquigrafía, su risa sibilante y sus ojos agudos y sin embargo cansados".